# Mali aux Jeux olympiques d'été de 2000
Le Mali participe aux Jeux olympiques d'été de 2000 à Sydney. Sa délégation est composée de 5 athlètes répartis en 3 sports et son porte-drapeau est Brahima Guindo. Au terme des Olympiades, la nation n'est pas à proprement classée puisqu'elle ne remporte aucune médaille.

## Nombre d'athlètes qualifiés par sport
Voici la liste des qualifiés et sélectionnés Malien par sport (remplaçants compris) :
| Sport      | Hommes | Femmes | Total |
| ---------- | ------ | ------ | ----- |
| Athlétisme | 1      | 1      | 2     |

## Liste des médaillés maliens
Aucun athlète malien ne remporte de médaille durant ces JO.

## Athlétisme

### Hommes
| Athlète          | Épreuve | Série   | Série | Demi-finale | Demi-finale | Finale  | Finale  |
| Athlète          | Épreuve | Temps   | Rang  | Temps       | Rang        | Temps   | Rang    |
| ---------------- | ------- | ------- | ----- | ----------- | ----------- | ------- | ------- |
| Youssouf Simpara | 100 m   | 10 s 82 | 8e    | Eliminé     | Eliminé     | Eliminé | Eliminé |

### Femmes
| Athlète         | Épreuve | Séries  | Séries | Quarts de finale | Quarts de finale | Demi-finales | Demi-finales | Finale  | Finale  |
| Athlète         | Épreuve | Temps   | Rang   | Temps            | Rang             | Temps        | Rang         | Temps   | Rang    |
| --------------- | ------- | ------- | ------ | ---------------- | ---------------- | ------------ | ------------ | ------- | ------- |
| Kadiatou Camara | 100 m   | 11 s 65 | 6e     | Eliminé          | Eliminé          | Eliminé      | Eliminé      | Eliminé | Eliminé |